# Átjáró Másvárosba
Az Átjáró Másvárosba 2016-ban indult magyar gyártású, 2D-s számítógépes animációs sorozat. Az animációs játékfilmsorozat forgatókönyvét Gelley Bálint írta. Magyarországon 2016-tól az M2 tűzte műsorára. A tévéfilmsorozat zenéjét Buttinger Gergely szerezte. Műfaja kalandfilmsorozat.

## Cselekmény
Kázmérhoz egy esős napon különleges vendég érkezik, szokatlan módon, egy eddig ismeretlen helyről. Szokatlan módon, mert a kályhából mászik elő, és ismeretlen helyről, Másvárosból, ahol Kázmér még sosem járt és nem is hallott róla. A vendéget Közbenjárónak hívják, aki segítséget kér a kisfiútól, derítse ki, mi az oka a Másvárosban történő furcsaságoknak. Kázmér felderítő útjára magával viszi legjobb barátját, Kamillát is.

## Szereplők
| Szereplő              | Magyar hang        |
| --------------------- | ------------------ |
| Don Zon Góra          | Bánki Gergely      |
| Kázmér                | Berecz Kristóf Uwe |
|                       | Borbély Levente    |
| Közbenjáró            | Molnár Levente     |
| Cerka, Kázmér mamája  | Stefanovics Angéla |
| Kálmán, Kázmér papája | Bercsényi Péter    |
| Nyominger felügyelő   | Elek Ferenc        |
| Szkriptum             | Magyar Attila      |
| Kamilla               | Végső Emma         |

### Epizódok
| #  | #  | Magyar cím          | Magyar premier    |
| -- | -- | ------------------- | ----------------- |
| 1. | 1. | Közbenjáró          | 2016.             |
| 2. | 2. | Szkriptum           | 2018. március 11. |
| 3. | 3. | Kértem a következőt | 2018.             |
| 4. | 4. | Döbrögi             | 2019.             |